# Jacques le Gris
Jacques le Gris, né dans les années 1330 en Normandie et mort le 29 décembre 1386 à Saint Martin-des-Champs, est un écuyer et chevalier français.

## Biographie

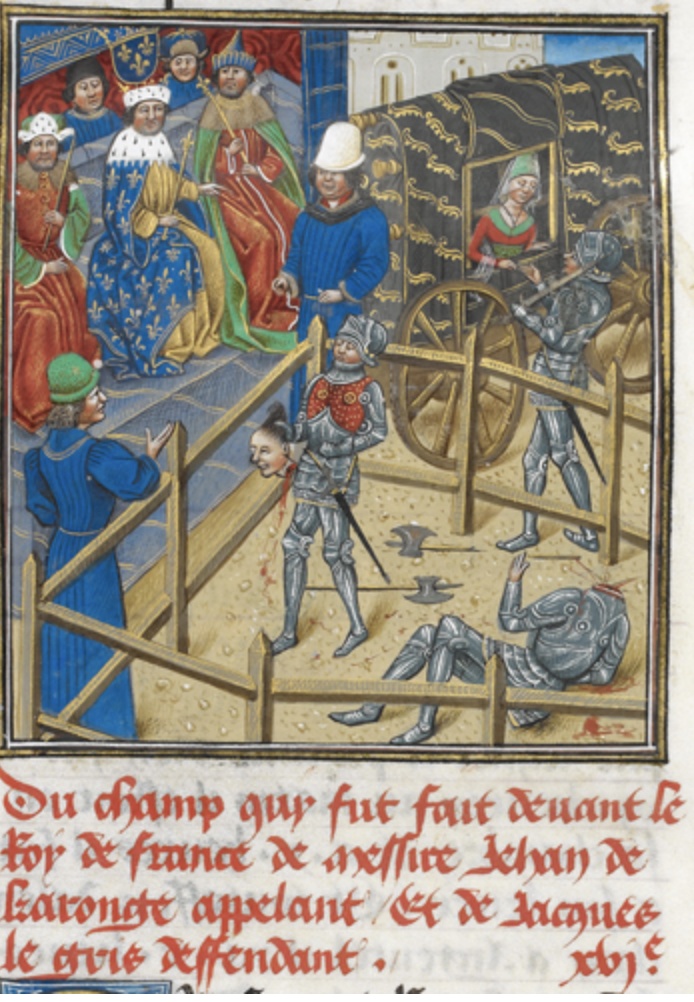
Duel entre Jacques le Gris et Jean de Carrouges.

Jacques le Gris est connu pour avoir participé au dernier duel judiciaire autorisé par le Parlement de Paris après une accusation de viol par Marguerite de Thibouville, la femme de son rival Jean de Carrouges. Ce dernier engage une action en justice contre le Gris devant le roi Charles VI qui, après avoir entendu les preuves, autorise un duel judiciaire pour trancher la question.
Le 29 décembre 1386, lors du duel à Saint Martin-des-Champs, près de Paris, Jacques le Gris est tué par Jean de Carrouges, devant une assistance nombreuse comprenant le roi Charles VI.
L'affaire et le duel judiciaires suscitent de nombreux débats et critiques à l'époque et ils sont souvent cités comme un exemple des faiblesses et des injustices du système judiciaire médiéval. Cet épisode est discuté par de nombreux écrivains français de renom, du contemporain Jean Froissart à Voltaire.

## Postérité
Le film américano-britannique Le Dernier Duel (The Last Duel) (2021), adapté de l'essai-récit éponyme d'Éric Jager, paru en 2015 et réalisé par Ridley Scott, s'inspire du conflit entre Jacques le Gris et Jean de Carrouges. Adam Driver joue le rôle de Jacques le Gris et Matt Damon celui de Jean de Carrouges.